# Ophidiaster alexandri
Ophidiaster alexandri är en sjöstjärneart som beskrevs av Addison Emery Verrill 1915. Ophidiaster alexandri ingår i släktet Ophidiaster och familjen Ophidiasteridae. Inga underarter finns listade i Catalogue of Life.